# Cruzada del Rumanismo
La Cruzada del Rumanismo (en rumano: Cruciada Românismului), también conocida como Vulturii Albi («Águilas Blancas»), Steliști («Stelistas») o Cruciați («Cruzados»), fue un movimiento revolucionario ecléctico en Rumania. Fundado a finales de 1934 por Mihai Stelescu, surgió como una facción disidente de la Guardia de Hierro, el principal movimiento fascista de Rumania, y fue vehementemente crítico del líder de la Guardia, Corneliu Zelea Codreanu. Stelescu, quien había sido uno de los oradores y organizadores paramilitares de la Guardia, reinterpretó la ideología nacionalista a través de la lente del anticapitalismo y el antisemitismo «humano»; también apropiándose de algunas ideas del comunismo y del fascismo clásico (italiano), sus seguidores a veces fueron descritos como strasseristas rumanos. La Cruzada estuvo brevemente pero centralmente asociada con Panait Istrati, novelista y disidente comunista de renombre mundial, quien, antes de su muerte a principios de 1935, añadió elementos de socialismo libertario a la mezcla del «Rumanismo». Los Stelistas ofrecieron un simbolismo paramilitar alternativo al de los Codrenistas, que incluía un culto a la personalidad en torno a Stelescu e Istrati, así como un uniforme de camisas de color rojo profundo (carmín), en oposición a las camisas verdes utilizadas por los Guardistas, que también habían sido introducidas por Stelescu durante su tiempo allí. En términos geopolíticos, temían o eran abiertamente hostiles al nazismo.
Los Stelistas, que trazaron planes para una revolución no violenta, oscilaron entre la independencia maverick y las alianzas con partidos nacionalistas más prestigiosos. En su búsqueda inicial de ganancias electorales, se acercaron principalmente al Partido Popular. A finales de 1935, el grupo experimentó su propia escisión, después de que Constantin Karadja, su presunto financiero, estableciera un «Frente Nacional» independiente; más tarde regresó como asesor personal de Stelescu. La Cruzada en sí fue un partido menor, cuya decisión de saldar cuentas públicamente con la Guardia de Hierro resultó fatal. En junio de 1936, Stelescu fue asesinado por un escuadrón de la muerte de la Guardia de Hierro, y su partido sólo sobrevivió por menos de un año. El general Nicolae Rădescu asumió su liderazgo, ya sea formal o informalmente, pero su gestión fue objeto de resentimiento por parte de miembros del partido como el periodista Alexandru Talex y el poeta Vladimir Cavarnali, quienes renunciaron en septiembre de 1936. Karadja fue brevemente el presidente de la Cruzada, pero dejó el cargo en marzo de 1937 para ser reemplazado por Gheorghe Beleuță, quien fue el último líder conocido del movimiento.
Antes de 1938, Karadja intentó restablecer la Cruzada; tales intentos fueron cortados por el rey Carol II, quien prohibió todos los partidos políticos y los reemplazó con un Frente Nacional de Renacimiento, que, a principios de 1939, incorporó a antiguos cruzados como Talex, Beleuță, Karadja y Sergiu Lecca. Durante la Segunda Guerra Mundial, Rădescu y Lecca surgieron como opositores de derecha a la dictadura militar establecida por Ion Antonescu, mientras que Karadja construyó un perfil internacional como salvador de judíos del Holocausto. Al emerger como primer ministro de Rumania después del golpe anti-Antonescu de agosto de 1944, Nicolae Rădescu entró en conflicto con el Partido Comunista Rumano, que derrocó su gobierno y lo empujó al exilio. El régimen comunista emergente persiguió a los cruzados conocidos, que aún eran una facción en el movimiento de resistencia clandestino, donde también continuaron viejos conflictos con la Guardia de Hierro. Talex fue eximido de tal tratamiento y se le permitió trabajar para el régimen; hasta la década de 1980, generó controversia sobre la Cruzada, negando que tanto Istrati como los Stelistas fueran fascistas.

## Historia

### Inicios
Originalmente llamada «Las Águilas Blancas», la Cruzada surgió a principios de 1935 como un grupo escindido de la Guardia de Hierro. La ruptura de Stelescu con Codreanu fue repentina y pública. En 1932, Stelescu era un político destacado de la Guardia, encargado de la campaña política en Bucarest y el miembro más joven del Parlamento Rumano. Documentado por los visitantes Jean y Jérôme Tharaud, Stelescu eclipsó a su jefe político en cuestiones de oratoria y competencia política. Como consecuencia de esto, Codreanu comenzó a asignarle tareas arriesgadas, implicándolo en el asesinato del Primer Ministro Ion G. Duca (por el cual Stelescu cumplió una condena en prisión). También es probable que Stelescu estuviera enfurecido por la negativa de Codreanu a enfrentarse directamente al establecimiento político en 1934, la Guardia mantenía un perfil bajo, contenta con criticar levemente al autoritario rey Carol II. En abril de ese año, poco después del procesamiento de Víctor Precup (quien intentó asesinar a Carol), Stelescu se unió públicamente al movimiento leal: lideró tres columnas de estudiantes que rindieron homenaje personal al rey fuera del Palacio Real de Bucarest.

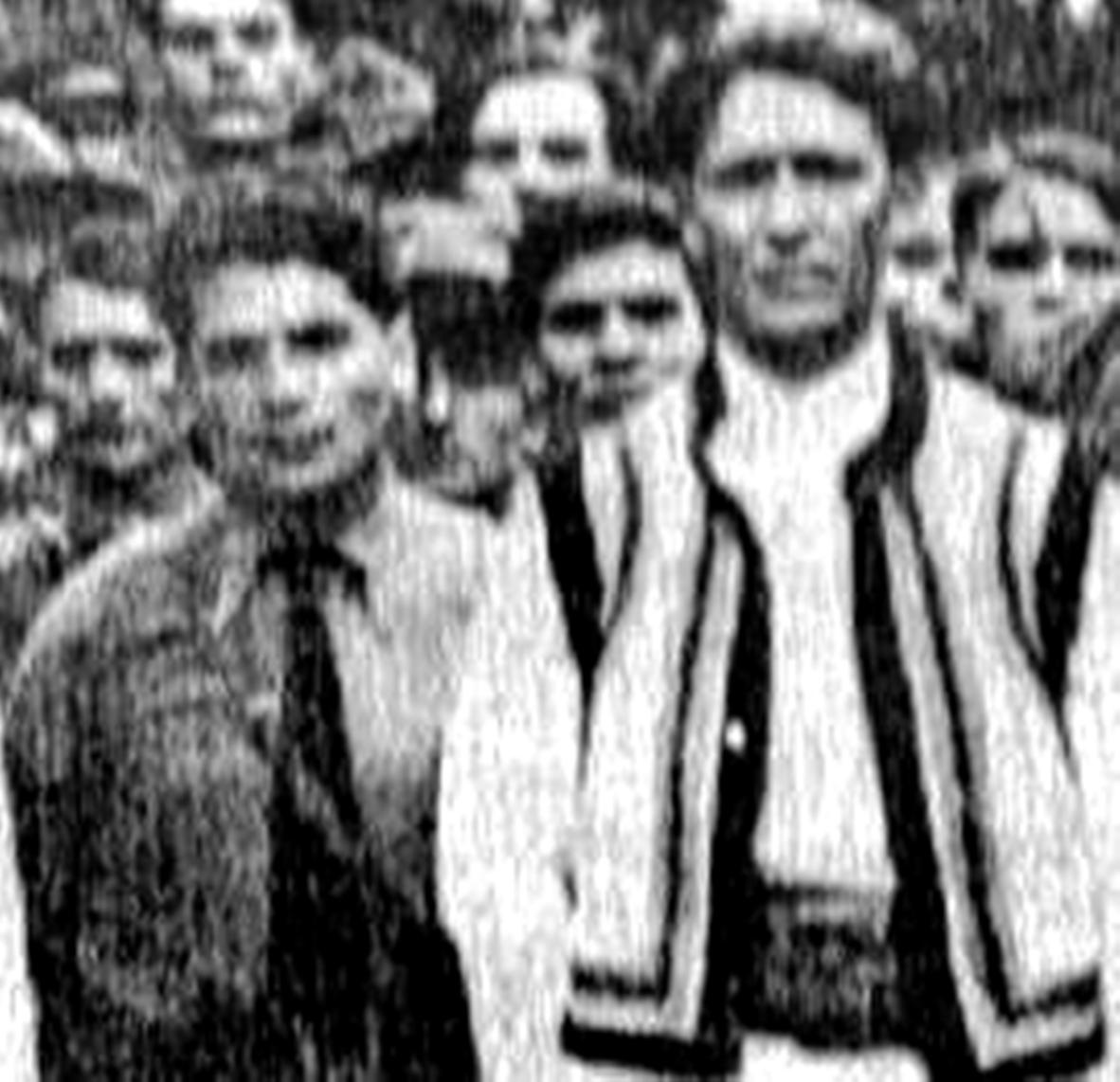
Stelescu (izquierda) y Codreanu

Cuando, en septiembre de 1934, Stelescu hizo públicas sus primeras denuncias de las tácticas codrenistas, fue excluido de la Guardia de inmediato. La decisión tuvo una declaración vaga: Stelescu podría ser readmitido en la Guardia a condición de que realizara un acto excepcional de sacrificio propio. Según la mitología codrenista posterior, Stelescu había sido expuesto como el aspirante a asesino de Codreanu. Por su parte, Stelescu alegó que, al insinuar la reconciliación, Codreanu lo había instado discretamente a envenenar a otro de los adversarios de la Guardia de Hierro: el ministro de Relaciones Exteriores Nicolae Titulescu.
Stelescu se fue junto con otros activistas de alto rango del movimiento de Codreanu, quienes lo ayudaron a establecer el partido «Águilas Blancas» y posiblemente convencieron a todas las secciones juveniles de la Guardia en Bucarest para que se unieran a ellos. Como dijo en 1936:

«[…] Todo lo ‘real’ que existe en la Guardia es lo que yo puse en ella y siempre será mío. Nunca me uní a la Guardia como individuo. Entré con todo mi movimiento, que todavía existe.»

El historiador Franklin Lewis Ford considera la escisión como importante, argumentando que Stelescu tomó efectivamente el control de la red de la «Hermandad de la Cruz», que había ayudado a reclutar para la Guardia a finales de la década de 1920. Citando el supuesto elitismo de la Guardia (y en particular la asociación de Codreanu con «esos de sangre azul, personas de origen dudoso [étnico]»), Stelescu esperaba contar con el apoyo de los guardias más populistas, incluidos Ion Moța y Gheorghe Clime. Según informes, el grupo escindido pronto encontró apoyo entre figuras del régimen de Carol, quienes lo financiaron como una forma de restar apoyo a la Guardia.
La Cruzada formalizó su existencia el 22 de noviembre de 1934, una fecha que sus seguidores celebraban anualmente como el día del «Trabajo, Honestidad y Verdad». El historiador literario Mircea Iorgulescu señala:

«Los ‘Cruzados’ se adhirieron a un protocolo similar al de los Guardistas: signos distintivos, reuniones realizadas en una atmósfera de misticismo y clandestinidad, un culto a la personalidad en torno a su ‘jefe’, peregrinaciones, la anexión y usurpación de símbolos bajo cuya apariencia presentaban sus propias actitudes y orientaciones. […] El nuevo movimiento tenía dos objetivos principales […]: 1) la unificación de la derecha nacionalista y antisemita; 2) la eliminación de Corneliu Zelea Codreanu.»

También el 22 de noviembre, Stelescu fundó su periódico semanal homónimo, «Cruciada Românismului», con Alexandru Talex como editor y él mismo como director. Talex, políticamente independiente, había sido compañero de universidad de Stelescu. Se vio motivado por la marginación de Stelescu, pero, según recordó en una entrevista posterior, no le agradaba personalmente. Talex y Stelescu supuestamente recibieron fondos del príncipe Constantin Karadja, quien fungía como vicepresidente nacional de la Cruzada. Su hogar, en Calea Victoriei 142, también sirvió como sede de la Cruzada.
Otros hombres involucrados con el periódico y movimiento de Stelescu fueron los periodistas Sergiu Lecca, Dem. Bassarabeanu y Mircea Mateescu. Se les unieron un dibujante, Gall, y ocasionalmente, el aspirante a poeta Constantin Virgil Gheorghiu. Otro poeta, Vladimir Cavarnali, presidía las secciones de la Cruzada en el sur de Besarabia. La logia de la Cruzada en Brăila estaba encabezada por Alexandru Ceapraz y tenía al pintor Hornetz entre sus miembros; el ingeniero Oscar Stoenescu era tanto el líder de la Cruzada en Galați como el secretario general a nivel nacional. Más famosamente, Cruciada Românismului publicó artículos de Panait Istrati. Éste era una celebridad literaria y socialista de larga data, cuya denuncia pública de la Unión Soviética había provocado una controversia internacional. Aún no está claro si Istrati estuvo formalmente afiliado a la Cruzada como partido político, aunque algunos autores lo sugieren. En un momento en que tanto Stelescu como Istrati ya habían fallecido, Talex afirmó que los tres habían formado un pacto de hermandad de sangre en diciembre de 1934. En abril de 1935, Istrati falleció a causa de la tuberculosis en Bucarest. No pudo mantenerse por sí mismo durante sus últimos meses y dependió de la asistencia gubernamental, un apaciguamiento que fue objeto de burla desde la extrema izquierda. Un periódico trotskista independiente, Proletarul, afirmó que los Stelistas supervisaron la ceremonia fúnebre de Istrati, alejando a sus amigos izquierdistas.

### Durante Stelescu

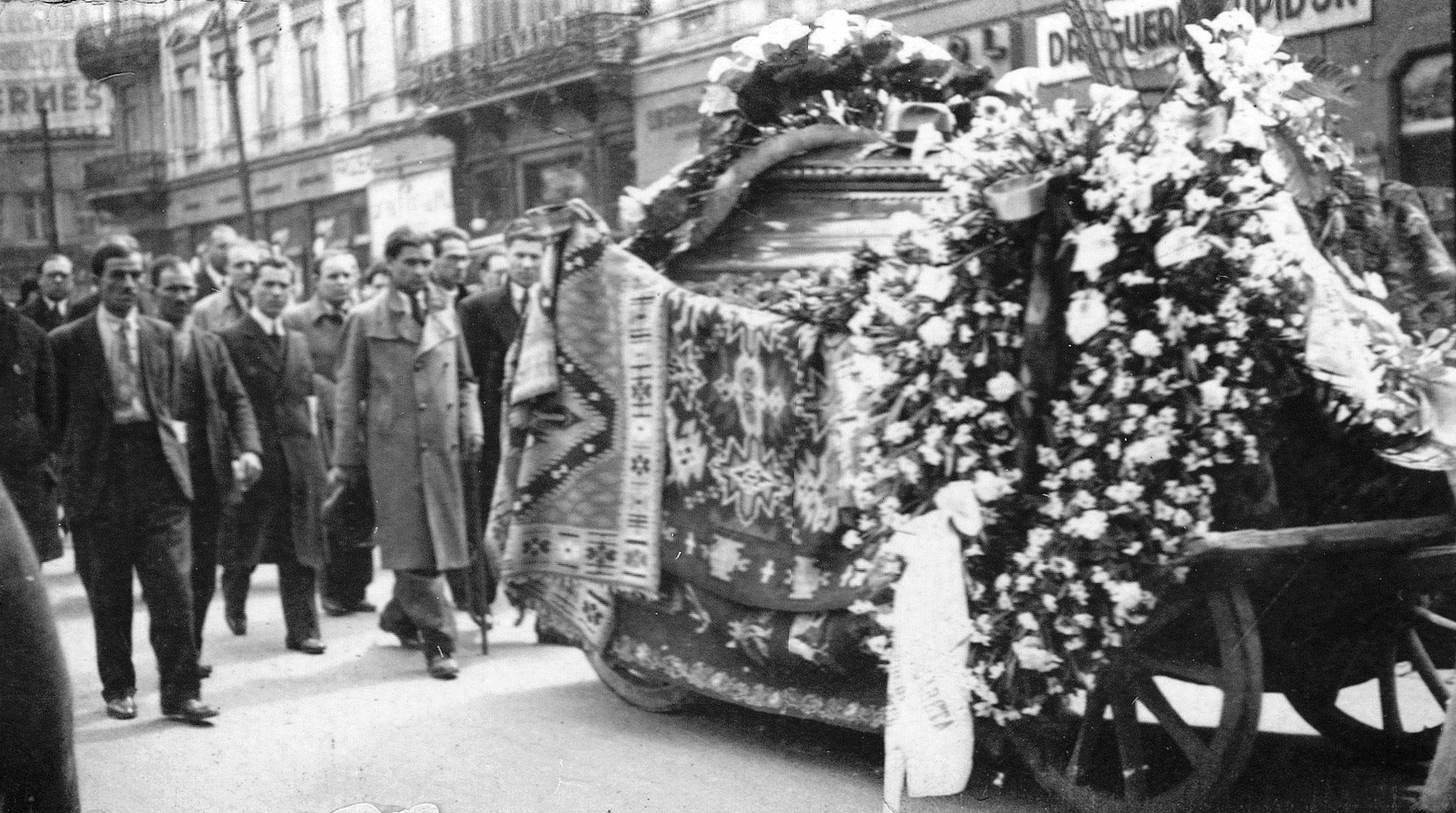
Stelescu y otros miembros en el funeral de Panait Istrati, abril de 1935

Los stelistas fueron intensamente cortejados por otras organizaciones de extrema derecha, con las que la Guardia competía por el voto nacionalista. La Cruzada estaba especialmente cerca de la Liga Nacional-Cristiana de Defensa (LANC), de la cual la Guardia se había separado casi una década antes, y contemplaba la creación de un «frente unido» contra la democracia y «la izquierda radical». En marzo de 1935, una delegación de la Cruzada asistió al congreso nacional de la LANC. El estado supervisaba tales acuerdos, que también involucraban al Frente Rumano, e informaba que la Cruzada estaba en proceso de fusionarse con la LANC. En abril, el periódico Naționalul Vâlcii presentó a Cruciada Românismului (publicado en la calle Emil Costinescu 17, Bucarest) como uno de los siete principales «periódicos nacionalistas rumanos», elogiado por promover la «liberación de debajo del talón de aquellos ajenos a nuestra raza, nuestra religión, nuestra cultura».
La fusión con la LANC nunca tuvo lugar. En septiembre de 1935, el grupo rechazó las afirmaciones de que estaba negociando alguna alianza y anunció la formación de un Centro de Estudios para «trabajar en la plataforma central de la Cruzada». También alegó que la Guardia estaba haciendo esfuerzos por adquirir el nombre de marca Cruciada Literară (Cruzada Literaria), usado anteriormente por una revista cultural, para «crear confusión», disminuyendo así el impacto del Stelismo. Ese mismo mes, la Cruzada selló un pacto con los «georgistas» liberales de derecha y el Bloque Ciudadano de Salvación Nacional del extremista Grigore Forțu. Esta alianza de tres vías tenía como objetivo la participación en la política nacional.
El líder del PP, Alexandru Averescu, estaba trabajando para reunir el apoyo necesario para incitar a Carol a entregarle el poder. Su plan fracasó: por un lado, los Stelists no necesariamente respaldaban la idea de un nuevo gobierno de Averescu; por otro, los moderados del PP protestaron contra la convivencia de Averescu con grupos fascistas. El 14 de noviembre de 1935, la Cruzada celebró su primer congreso nacional, destacado por Iorgulescu por su elevación de Istrati a un estatus de culto. Stelescu propuso que se dejara una silla vacía, para señalar que «aunque esté muerto, aún lo mantenemos en nuestro medio». También en noviembre, Karadja renunció a su posición en la Cruzada y «cubrió los carteles publicitarios de la capital con manifiestos de su nuevo partido. El nombre de su organización es Frente Nacional y exige la consolidación de las fuerzas de extrema derecha». Él y Stelescu se reconciliaron un tiempo después, y tenían consultas diarias entre sí en el Palacio Athenée Hilton de Bucarest. A principios de 1936, el Frente Constitucional aún existía, pero el PP se había retirado efectivamente de él.
Mientras tanto, la Cruzada se preparaba para ajustar cuentas con la Guardia de Hierro. A finales de 1935, Stelescu, quien enfrentaba juicio por su participación anterior en la agitación guardista, fue arrestado por desacato al tribunal. Mientras lo esperaban en el Palacio de Justicia el 8 de noviembre, Karadja y Lecca fueron violentamente atacados por «aquellos que ven al Sr. Stelescu como un ‘traidor’». Otra figura importante que entró en contacto con la Cruzada en esa etapa fue Gheorghe Beza, un disidente aromaniano de la Guardia de Hierro, famoso por su participación anterior en conspiraciones políticas. Fue expulsado de la Guardia en enero de 1936, poco después de sugerir que Stelescu estaba siendo difamado por Codreanu.
Algunos meses después, jóvenes activos en el movimiento de Stelescu colaboraron con el Frente Democrático de Estudiantes de Gogu Rădulescu contra una protesta estudiantil de la Guardia de Hierro, que ayudaron a cancelar. La prensa de la Cruzada presentó informes detallados sobre los contactos entre Codreanu y el rey Carol, señalando que la Guardia disfrutaba de publicidad gratuita «en la prensa oficial y semioficial», e incluso que el dinero del gobierno se estaba gastando en fabricar insignias guardistas. Stelescu reveló los «pequeños pero efectivos trucos» de su rival, que utilizaba para reclutar campesinos crédulos, y afirmó que, como parte de su compromiso anterior con la Guardia, tuvo que hablar públicamente en lugar de Codreanu, quien «no tenía nada que decir». Más perturbador para Codreanu, Stelescu publicaba información sobre contactos secretos entre la Guardia y la amante real, Elena Lupescu, así como declaraciones que implicaban a Codreanu en el asesinato de Duca y cuestionaban su etnicidad rumana. El periodista Sándor Cseresnyés incluye este esfuerzo, que también involucró denuncias de Codreanu por parte del exguardista Negrescu, en la «campaña Ilustrada» llevada a cabo por los cruzados, quienes así «atacaron el mito de extrema derecha en sus raíces». Tanto Stelescu como Beza visitaron a Armand Călinescu, el ministro de Asuntos Internos, proporcionándole un registro completo de la política de asesinatos de la Guardia.
Durante principios de 1936, el fiscal Alexandru Procop Dumitrescu ordenó la reinvestigación del asesinato de Duca, examinando a Ceapraz y Beza como testigos. Stelescu ya esperaba ser asesinado por los codrenistas y desafiaba repetidamente a sus adversarios, instruyéndolos a dispararle, pero «no por la espalda». Cseresnyés, quien conoció a Stelescu por primera vez en abril de 1936, poco antes de la conmemoración de Istrati por parte de la Cruzada, señala que «estaba lleno de energía y enumeraba muchas cosas por hacer». Sin embargo, al discutir la muerte de Istrati, Stelescu supuestamente confió, para incredulidad de sus colegas:

«Siento claramente, como hoy, que mi muerte no está lejos». «Siempre estaba custodiado por sus seguidores [y] seguía diciéndole a su esposa que tarde o temprano lo matarían, pero que quería seguir luchando todo el tiempo que pudiera».

En ese momento, Stelescu también discutió política en una entrevista con el periódico Raza. Al preguntarle sobre por qué formó un grupo escindido, citó la «incompetencia política y la ignorancia generalizada» de Codreanu, así como el «extremismo sanguinario» de la Guardia. Reflexionó que, dado que «no hago compromisos y sé demasiado», él mismo estaba destinado a ser liquidado. En mayo, se emitieron órdenes de arresto tanto para él como para Codreanu, por otro caso de desacato al tribunal. En esa ocasión, cincuenta afiliados de la Cruzada firmaron una carta abierta señalando que la Guardia había ordenado el asesinato de Stelescu y que necesitaba recibir protección policial.

### El asesinato de Stelescu y sus consecuencias

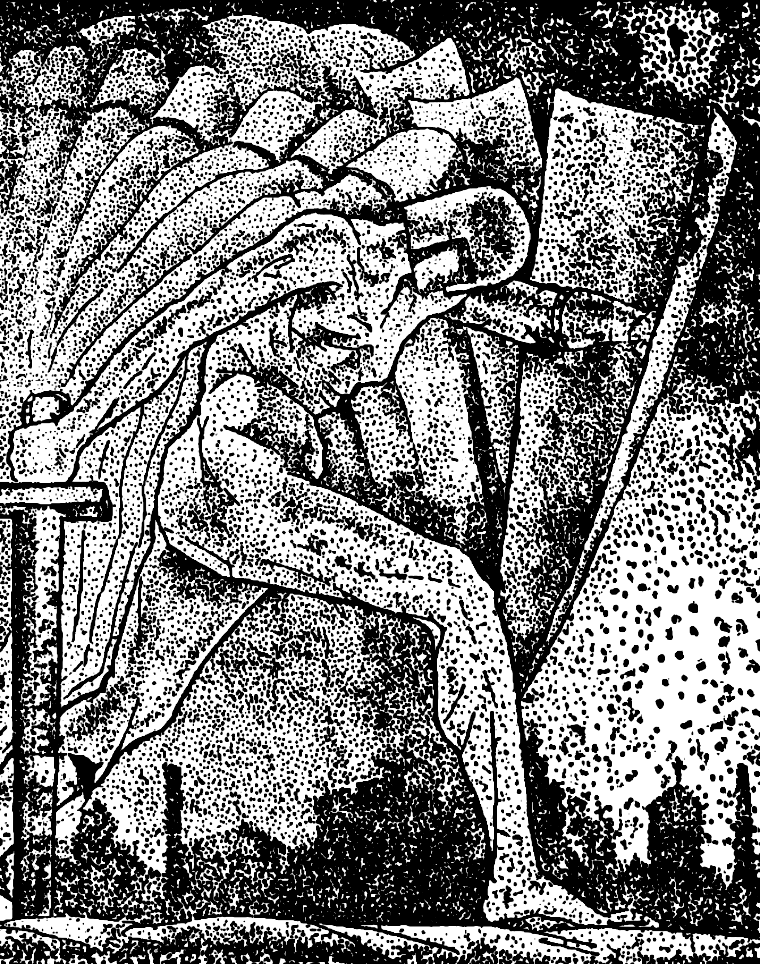
Ilustración propagandística de la Cruzada; Noviembre de 1936

Un escuadrón de la muerte Decemviri, compuesto por diez estudiantes de teología, recibió formalmente la bendición de Codreanu en el Congreso de la Guardia de Hierro en Târgu Mureș unas semanas antes. El 1 de mayo, el periódico Cuvântul Argeșului de la Guardia de Hierro anunció que Stelescu había sido demandado por Octav Stetin, quien editaba una revista también conocida como Cruciada. Predijo:

«[Stetin] seguramente logrará desenmascarar y castigar a ese tonto intelectual, quien más tarde recibirá en su totalidad su otro castigo: el que le corresponde por su traición»

Al regresar a Brăila el 6 de junio, Ceapraz fue atacado y gravemente herido por dos miembros de la Guardia. El 21 de junio, en Sibiu, el corresponsal de Cruciada Românismului, Gheorghe Scovarză, fue apuñalado en la cabeza. Encontrado en un charco de sangre, fue llevado al hospital en estado crítico.
El 14 de julio de 1936, el escuadrón de la muerte realizó su primer movimiento contra Stelescu, emboscándolo cuando llegaba a una de sus reuniones con Karadja. Logró ahuyentarlos con la pistola cargada que siempre llevaba consigo. Más tarde ese mes, Stelescu se estaba recuperando en el Hospital Brâncovenesc, donde había sido sometido a una apendicectomía de emergencia. Aprovechando esta oportunidad, los Decemviri irrumpieron en el edificio del hospital y dispararon a Stelescu hasta matarlo. Este asesinato dejó una marca duradera en la memoria pública debido a su naturaleza ritualística: el cuerpo de Stelescu no solo estaba lleno de balas, sino que también fue apaleado o desmembrado. Fue condenado por Nichifor Crainic, hasta entonces un propagandista de la Guardia, quien publicó una reprimenda en su periódico Calendarul. Supuestamente intimidado por la Guardia, el Primer Ministro Gheorghe Tătărescu ordenó que el entierro de Stelescu en el Cementerio de Bellu se llevara a cabo con relativa rapidez y secreto; a pesar de tales esfuerzos, «alrededor de cien miembros de la Cruzada del Rumanismo aparecieron en el cementerio y juraron venganza». Oraciones fúnebres fueron pronunciadas por Talex y un delegado de los trabajadores, Iorgu Manu; la canción del partido, «Imnul cruciat», sonó mientras el ataúd era bajado a la tierra.

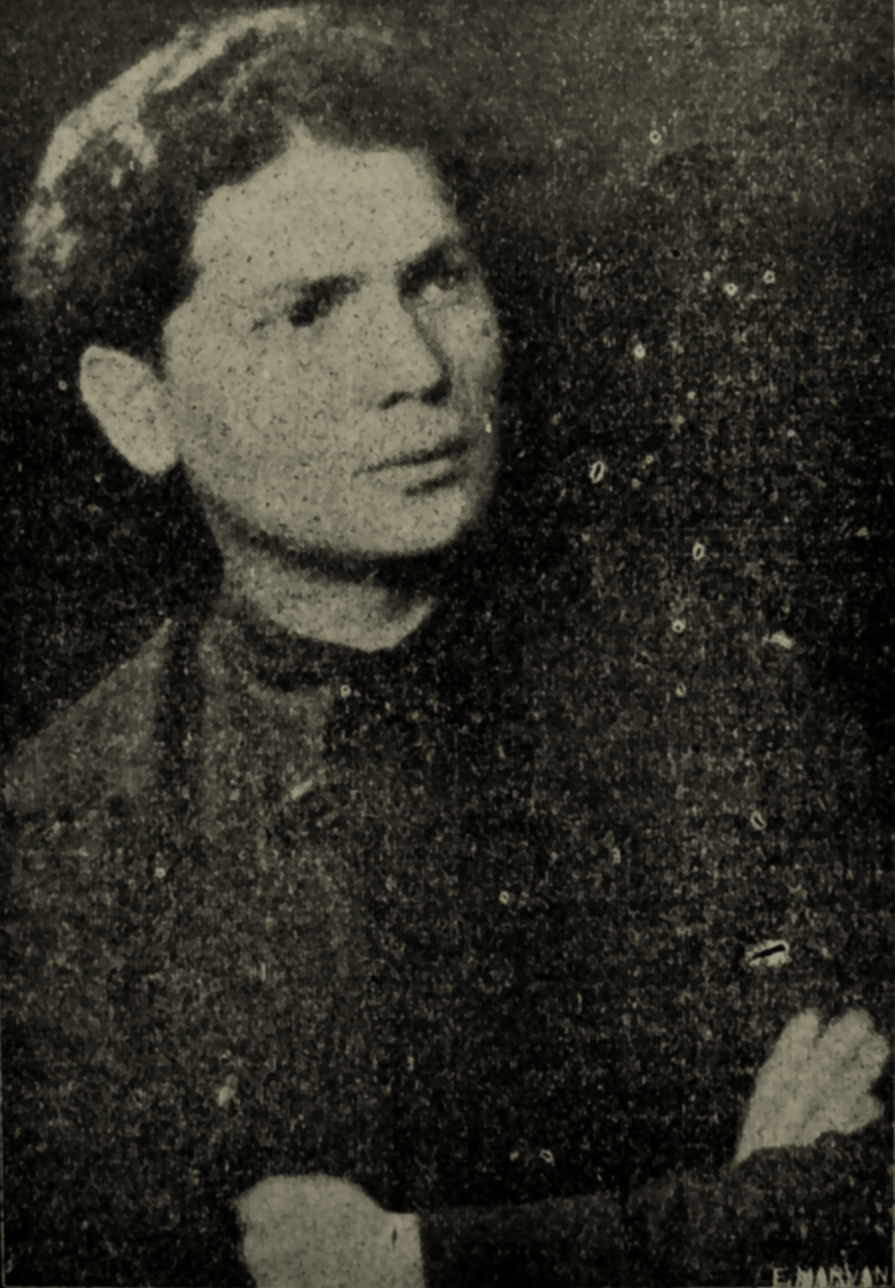
Stelescu en 1936

El movimiento huérfano aún contaba entre sus miembros con algunas figuras relevantes en la política rumana. Nicolae Rădescu, un general de las Fuerzas Terrestres rumanas, era miembro, y según algunas fuentes, se convirtió en el líder de la Cruzada tras el asesinato de Stelescu. El asesinato también atrajo a un nuevo recluta, el abogado Emil George Caliga, quien se propuso enjuiciar a los líderes de la Guardia por su papel en la «monstruosidad». Se convocó una reunión especial el 23 de julio de 1936, con Caliga, Talex, Stoenescu y P. V. Huică entre los oradores para las clases intelectuales, y Gheorghe Tănase como representante proletario. La Cruzada apeló a Rădescu para asumir la «presidencia del comité ejecutivo» o «asumir el liderazgo de esta organización política». En cualquier caso, él era el tomador de decisiones y probablemente contribuyó al financiamiento del movimiento, mientras publicaba esporádicamente artículos de opinión anticomunistas y antiguardistas en Cruciada Românismului, hasta octubre de 1936. Registrado en el PP de Averescu, Rădescu era un declarado enemigo del establecimiento político. En 1933, al presentar su renuncia del ejército, acusó a los «políticos aprovechadores» y a la «camarilla» del rey de comercializar la vida militar. En marzo de 1936, fue jefe del Frente Constitucional en el condado de Arad y lo representó en elecciones anticipadas para un escaño en la Asamblea. Informando sobre la noticia de su invitación para hacerse cargo de la Cruzada, el periódico Opinia especuló que los Stelistas eran una fachada para el PP.
En el momento del ascenso de Rădescu, algunos seguidores de la Cruzada también estaban recurriendo a métodos ilegales de financiamiento: en agosto, la policía detuvo a cuatro miembros de la Cruzada que se habían hecho pasar por activistas del FDS, respaldado por el clandestino Partido Comunista Rumano. Supuestamente, utilizaron esta tapadera para recaudar fondos de trabajadores simpatizantes de la izquierda. En su periódico ilegal, Scînteia, los comunistas alegaron que el asesinato de Stelescu fue planeado por Tătărescu, quien había recibido la orden de hacerlo por Codreanu mismo. Afirmaciones similares fueron difundidas por la Danubian Review, que sostuvo que la conspiración de Târgu Mureș se había «convocado a expensas y con la ayuda del Estado». La misma revista afirmó, contradictoriamente, que la Guardia tenía la intención de advertir a Tătărescu que no cumpliera su promesa de «suprimir los movimientos de la derecha».
El Día de San Miguel (8 de noviembre de 1936), los cruzados se reunieron para conmemorar a Stelescu en Bellu; también establecieron una nueva logia política en el sector Azul de Bucarest. Otra reunión similar se llevó a cabo el 22 de noviembre, en el segundo aniversario del partido, con visitas a Calea Victoriei 142 y la tumba de Bellu; rindieron homenaje a las sábanas ensangrentadas y la máscara mortuoria de Stelescu. Karadja, como jefe de ceremonias, pidió a los «cientos de cruzados» presentes que hicieran un juramento de que honrarían el legado de Stelescu; su mensaje fue respaldado por Vasile C. Dumitrescu, como secretario general de la Cruzada. Otros oradores incluyeron a Manu, quien lideraba una delegación de trabajadores de Bucarest, Huică, como líder de la sucursal de la Cruzada en Oltenia, Grigore C. Gonza, quien habló en nombre de la población cruzada en Transilvania, «Crusader Jod», quien presidía las secciones en Moldavia Occidental, y un líder de las «Hermandades Cruzadas», Eugen Silvestru. Los ataques de la Guardia continuaron a un ritmo constante, aunque, en su discurso del 23 de julio, Talex había exigido que los cruzados se abstuvieran de responder violentamente a la violencia guardista. Stoenescu fue dejado por muerto después de que varios guardistas intentaron lincharlo en Galați en septiembre de 1936; en enero de 1937, el afiliado Dumitru Ceapraz resultó herido por agresores guardistas en la calle Berthelot de Bucarest. El mes siguiente, Codreanu organizó una concentración en Bucarest como parte del funeral de Moța-Marin. Supuestamente, él y sus seguidores fueron abucheados mientras pasaban frente a las oficinas de la Cruzada en Calea Victoriei. Otros miembros de la Cruzada también fueron afectados por ataques codrenistas y, dentro de la Guardia de Hierro, el «Stelismo» se convirtió en un crimen castigado con la muerte. Sin embargo, Codreanu temía represalias y se rodeaba de guardaespaldas.

### Desaparición y Sucesión

Logo usado por el Círculo Adonis entre 1940-1941

El periódico Cruciada Românismului estuvo en circulación hasta el 16 de mayo de 1937, momento en el cual algunos miembros del movimiento habían abrazado otras causas. Talex anunció su renuncia en septiembre de 1936, citando «desacuerdos ideológicos» con la nueva dirección. Su ejemplo fue seguido de cerca por una salida de otros trece miembros de alto rango, incluidos Cavarnali, Manu, Constantin Barcaroiu y Virgil Treboniu, así como el editor de Cruciada Românismului, Paul Bărbulescu. A finales de octubre de 1936, el periódico era dirigido desde el hogar de Karadja por Alexandru Mocanu, con Karadja mismo como editor de asuntos exteriores y Lecca como analista de política nacional. Cruciada Românismului también fue dirigido brevemente por Ion Aurel Manolescu, quien renunció por razones de salud en diciembre de 1936. Sus colegas stelistas informaron que, el 18 de octubre, había sido atacado por «seis bestias guardistas», que lo golpearon con un saco de arena y una palanca. Desempleado para enero de 1937, Scovarză intentó envenenarse con una mezcla de Lysol y cocaína, siendo ingresado en el hospital público de Sibiu. También dejando atrás la Cruzada, Lecca participó en organizar contactos entre el Partido Nacional de los Campesinos (PNȚ) y células comunistas. Beza fue eventualmente aceptado en el PNȚ, fundando las Guardias Campesinas antifascistas como su sección paramilitar. En junio de 1937, desmintió los rumores de que él y Codreanu se habían reconciliado. En cambio, Mircea Mateescu regresó a la Guardia de Hierro, celebrando su lucha contra «la oscuridad profunda y masiva de la Sodoma rumana».
En marzo de 1937, Tătărescu reprimió todos los movimientos paramilitares, prohibiendo uniformes políticos, incluidas las camisas verdes de la Guardia y las camisas carmesí de la Cruzada. Alrededor de esa época, Karadja asumió el liderazgo de la Cruzada. En junio, en el apogeo del juicio de Decemviri, renunció, para ser reemplazado por un capitán inválido del ejército, Gheorghe Beleuță; anteriormente miembro del LANC, se había opuesto a Cuza y afirmaba haber estado involucrado con los guardistas durante sus primeros años. Al asumir, anunció que Karadja había cortado todos los contactos con la Cruzada y también que Beza nunca había tenido «ningún vínculo en absoluto con nuestra organización». Antes de las elecciones generales de diciembre, Cavarnali se unió al rival Frente Rumano. El príncipe Karadja aún intentó registrar la Cruzada como un partido político, con él mismo como presidente; Beza también reapareció, en noviembre de 1937, como líder de un «Partido de Trabajadores y Campesinos», junto con el abogado Petre Vulpescu. Su solicitud de reconocimiento por la Comisión Electoral fue rechazada en enero de 1938.
Poco después, el rey Carol llevó a cabo un autogolpe, prohibiendo todos los grupos políticos. Bajo este régimen, Beleuță publicó artículos en su propio periódico, Luptătorul, afirmando que Codreanu había arreglado que todos sus competidores dentro de la Guardia fueran asesinados y que él mismo estaba arriesgando su vida al hablar abiertamente sobre ese tema. A finales de 1938, los partidos fueron reemplazados por un Frente Nacional Renacentista; en enero de 1939, recibió la adhesión del bloque de 20 antiguos activistas de la Cruzada, acreditados como tales. Éstos eran: Barcaroiu, Beleuță, Huică, Karadja, Lecca, Mocanu, Scovarză, Talex, Treboniu, Toma Alexandrescu, Dimitrie Batova, Ion Crăcăoanu, Octav I. Goga, Ion de Hagiu, Alex. Jurăscu, Ion Piperiu, Cezar Popa, Ion Răducanu, Gheorghe Sandulovici y Vasile Toclogeanu. A principios de 1940, Bărbulescu y Treboniu dirigían un círculo poético, Adonis, donde dieron la bienvenida a Tudor Arghezi, Cristian Sârbu y el aspirante a autor Mihu Dragomir. En ese momento, Ion Căpățână comenzó a publicar los artículos de Cruciada Românismului de Istrati en una edición que, para obtener la aprobación del régimen de Carol, eliminó todas sus menciones negativas a la Alemania nazi.
La Cruzada desapareció, pero Rădescu permaneció políticamente activo durante la Segunda Guerra Mundial y fue catalogado como uno de los enemigos más potentes de Carol. Sobrevivió al episodio «Legionario Nacional» del gobierno de la Guardia de Hierro, cuando al parecer fue marginado como «masón». Según un testimonio, al general nunca se le perdonó en la Guardia por haber apoyado a Stelescu. Durante el golpe de enero de 1941, los escuadrones de asesinos de la Guardia de Hierro estaban en busca de Rădescu, quien se escondió. Beleuță apoyó abiertamente al Conducător Ion Antonescu en su purga de guardistas: en febrero, publicó un mensaje señalando que el nuevo régimen se había ganado «mi vida y este cuerpo mío, agujereado como está con balas en la guerra por la unificación de la Nación». La octava conmemoración de la muerte de Istrati, en abril de 1943, se marcó con una ceremonia organizada por Talex y Manolescu, con contribuciones poéticas de Dimitrie Stelaru y participantes como Panait Mușoiu, Aida Vrioni, Ștefan Voitec y Marcel Bibiri Sturia.
Algunos exmiembros de la Cruzada ya estaban trabajando para socavar la participación de Rumanía con las Potencias del Eje. A partir de 1940, Beza se unió al movimiento clandestino contra los nazis, rediseñando las Guardias Campesinas como un «Movimiento Rumano Libre»; juzgado por sedición, se vio obligado a exiliarse. Cuando, por orden de Antonescu, las tropas rumanas ocuparon Transnistria, Rădescu emitió una protesta formal y pasó un año completo en un campo de concentración. A finales de 1942, mientras planeaba desertar a un país aliado, comenzó a establecer contactos con la resistencia sionista, representada por A. L. Zissu y Jean Cohen, pidiéndoles que transmitieran sus quejas a través de él. Se estableció un canal de cooperación, aunque Cohen afirmó más tarde: "Era consciente de las opiniones antisemitas de Rădescu, así como de que no representaba ninguna fuerza política o aspiración del pueblo". Desde su puesto diplomático, Karadja brindó protección a los judíos que huían del Holocausto, entrando en conflicto con las SS. Mientras tanto, Sergiu Lecca, hermano del ayudante de Antonescu, Radu Lecca, participó en negociaciones informales entre Rumanía y los Aliados.

### Ecos Finales
Finalmente, el golpe de agosto de 1944 derrocó a Antonescu y alineó a Rumanía con los aliados, legalizando también al Partido Comunista. Una breve mención de Alexandru Graur sugiere que Talex tuvo un papel en la preparación del golpe, como coeditor del periódico clandestino România Liberă. El 9 de octubre, Scînteia, ahora oficial, presentó una retrospectiva sobre «los crímenes de la Guardia de Hierro». En este contexto, se refirió a Stelescu y sus seguidores como: «Algunos miembros de la Guardia de Hierro [que] se sorprendieron y buscaron una salida. Detestaban a Codreanu y sus crímenes». Aunque aún era anticomunista, Rădescu fue llevado a altos cargos por la ocupación soviética de Rumanía y, desde diciembre de 1944, se desempeñó como primer ministro. Se negó a sancionar los abusos de poder soviéticos y chocó con el Partido Comunista, al mismo tiempo que luchaba contra Alemania. Además, Rădescu también estaba en guerra con el gobierno títere de la Guardia de Hierro que se estableció detrás de las líneas enemigas, pero aún se debate si realmente protegió a aquellos guardias que no desertaron hacia los alemanes.
La caída del gabinete de Rădescu en febrero de 1945 fue un nuevo paso hacia la comunización de Rumanía. Acusado como cripto-fascista por las autoridades comunistas, escapó a la ciudad de Nueva York, donde ayudó a formar el Comité Nacional Rumano (RNC). Mientras planeaba su escape, mantuvo contacto con Beleuță y Karadja, quienes intentaban defender las propiedades de Rădescu de ser confiscadas por los comunistas. Según señaló Alan R. McCracken en 1948, desde la Oficina de Operaciones Especiales, Rădescu recibió financiamiento del industrial Nicolae Malaxa, quien previamente había patrocinado a la Guardia de Hierro. Rădescu también fue respaldado por células diaspóricas del PNȚ, pero favoreció un acercamiento con la Guardia como base para una resistencia armada continua. Este tema creó una brecha entre el RNC y la Unión de Judíos Rumanos, representada en el exilio por Wilhelm Filderman. En casa, la cooperación RNC-Guardista fue vilipendiada por la prensa del Partido Comunista, que sugirió que, como el «exlíder de la exdisidencia guardista conocida como ‘Cruzada del Rumanismo’», el general había asimilado y estaba reutilizando los métodos de Codreanu. También se persiguió a los miembros sobrevivientes de la Cruzada por la república comunista rumana. Según el aviador Ion Coșoveanu, que fue prisionero político durante mucho tiempo, los Stelistas eran una facción distinta entre los subterráneos anticomunistas. Coșoveanu (citado por el escritor Niculae Gheran) recordó que, una vez en prisión, los miembros de la Cruzada solían discutir con los rivales de la Guardia de Hierro. Coșoveanu también señala que la facción Stelista aceptó en sus filas al poeta Radu Gyr, hasta que descubrieron que estaba informando sobre ellos para los Guardistas.
La poesía de Dem. Bassarabeanu fue eliminada de la memoria pública por la censura comunista debido a las creencias fascistas del autor. Dragomir, aunque formalmente alineado con la ideología comunista, fue investigado por una supuesta participación adolescente en la Cruzada. A mediados de 1945, Talex estableció contactos con el Partido Social Demócrata (PSDR), uniéndose a su Grupo Socialista de Arte y Cultura (al menos otro Stelista se registró en el PSDR en 1946). Con la absorción del PSDR por el Partido Comunista, Stoenescu se unió a Ioan Flueraș, quien había formado un partido Socialista-Democrático independiente, con Stonescu como secretario general. En 1946, el comunista Tudor Olaru consideraba a Talex, «ese exlíder de Cruciada Românismului», como amigo de Constantin Titel Petrescu, el socialista anticommunista, y por lo tanto como un enemigo ideológico. En general, fue eximido de persecuciones comunistas y fue percibido por las autoridades como un simpatizante. Barcaroiu siguió su carrera profesional como actor de teatro y en febrero de 1954 fue condecorado por la Gran Asamblea Nacional por sus servicios artísticos. De manera similar, Cavarnali, acogido en el Partido y luego expulsado por una comisión de revisión en 1950, junto con Dragomir, pasó sus últimas décadas como editor de revistas infantiles.
Cuando Istrati fue rehabilitado póstumamente en la década de 1970, Talex trabajó en la publicación de sus manuscritos y su correspondencia. Según el historiador cultural Zigu Ornea, el trabajo de Talex en este campo busca oscurecer la contribución de Istrati a la Cruzada, así como la suya propia. Aunque las obras de referencia ahora contenían detalles abundantes sobre la historia de la Guardia de Hierro, Stelescu sólo recibió una breve mención en «una o dos frases». En la década de 1980, Talex tuvo permitido discutir ambos aspectos, pero, según señalan sus críticos, hizo esfuerzos por suprimir información sobre las credenciales de extrema derecha de Stelescu. Mientras asistía a un congreso literario francés en marzo de 1989, debatió el tema con el académico Heinrich Stiehler, quien se refirió a Cruciada Românismului como el «órgano de una derecha intelectual antisemita y xenófoba». Talex argumentó que era la revista «de jóvenes muy jóvenes, cuyo principal animador, Stelescu, fue asesinado por la Guardia de Hierro»; su visión fue respaldada en ese momento por el periodista exiliado Ion Stănică, quien señaló que las referencias a la «ideología fascista» de los Cruzados se recogían de la propaganda oficial del régimen comunista. Stiehler e Iorgulescu respondieron con investigaciones sobre la propaganda Stelista y, en general, con una analogía entre Stelescu y Ernst Röhm, quien, aunque fue víctima del nazismo, «no fue considerado un demócrata».
|                             |
| Constantin Barcaroiu (1935) |

|                      |
| Gheorghe Beza (1936) |

|                           |
| Vladimir Cavarnali (1935) |

|                |
| Panait Istrati |

|                           |
| Constantin Karadja (1916) |

|                        |
| Nicolae Rădescu (1945) |

|                       |
| Mihai Stelescu (1936) |

|                        |
| Alexandru Talex (1984) |

## Ideología

### «Confundiendo los extremos»
El historiador político Stanley G. Payne describe a la Cruzada como única entre los grupos fascistas rumanos: «una organización diminuta que buscaba dirigirse a los trabajadores e inspirar una transformación socioeconómica». Entre los contemporáneos, Cseresnyés veía a los Stelistas como «el único grupo fascista rumano con un plan claro para el trabajo. Se dice que esto fue redactado por Panait Istrati». En junio de 1936, el Cruzado Hornetz describió a todo el movimiento como siguiendo «la línea de pensamiento de Panait Istrati». Escribiendo el panegírico de Stelescu al mes siguiente, «Iorgu Manu, trabajador», sugirió que Stelescu había «aprendido de Panait Istrati que el mundo está dividido entre personas buenas y personas malas» (énfasis de Manu). Así, «en un futuro estado Cruzado, [Stelescu] dijo, todos deben trabajar guiados por la honestidad y la verdad», tanto los trabajadores manuales como los intelectuales. Istrati mismo dio cuentas contradictorias de su papel en el partido. En una de sus cartas, donde parafrasea el programa Stelista, señala:

«La nuestra es un movimiento nacional para el cambio económico, para la educación cívica y para el combate social. Estamos en contra del capitalismo, la opresión y la violencia.»

En una pieza de enero de 1935 en Cruciada Românismului, nota contrariamente (énfasis de Istrati):

«Una vez que evité ese comunismo criminal en el que creí brevemente, mi opción definitiva no fue adherirme a nada. ¿Qué quiero decir con eso? Quiero decir que ya no creo en ninguna idea, en ningún partido, en ningún hombre. Por consecuencia lógica: no hay nada que me determine a asumir el papel de militante por ninguna doctrina o programa. Soy el eterno oponente.»

Dentro del partido, siempre hubo un grado de asimilación entre las parafernalias fascistas y las causas de extrema izquierda, lo que indica la indecisión de Stelescu. En una carta borrador completada poco antes del asesinato de Stelescu, el sociólogo Anton Golopenția, que escribía para la revista política Dreapta («La Derecha»), evaluó que el Stelismo, al igual que el Strasserismo, representaba una lucha de "revolucionarios permanentes" contra los «intelectuales radicales [o] líderes en contacto con los banqueros» más pragmáticos. Por lo tanto, aconsejó a Dreapta que no aceptara la oferta de colaboración de Stelescu. En marzo de 1935, Eugène Ionesco, el columnista literario de tendencia izquierdista, señaló que el periódico de Stelescu tenía la costumbre de «confundir los extremos». Ionesco se refería a la apreciación de Cruciada Românismului por la poesía socialista de Liviu Bratoloveanu. La apropiación de ideas de izquierda fue especialmente evidente después de la cooptación de Beza y durante la participación de la Cruzada en el escándalo internacional de Istrati. Cuando publicitó por primera vez su pacto con Stelescu, Istrati especificó un «requisito absoluto de que la Cruzada se mantuviera equidistante del fascismo, el comunismo y el antisemitismo de los gamberros». En su primera columna editorial, Stelescu se burló de todos los uniformes políticos y, por implicación, de todos los extremos políticos, declarando: 

«Se puede creer en algo sin ponerse una camisa de color, al igual que se puede llevar una camisa de color sin creer en nada.»

Exigió un «frente unido» de «guerreros intrépidos», completamente alejado de todas las ideologías preexistentes. Sin embargo, Stelescu había seleccionado personalmente camisas verdes como uniforme de la Guardia de Hierro antes de que su propio movimiento se decidiera por el carmesí.
El grupo estaba completamente en contra del sistema parlamentario, pero albergaba dos corrientes distintas cuando se trataba de suplantarlo. Stelescu mismo escribió que «la democracia nos enferma», ya que había resultado en un gobierno inepto «por una masa de tontos». El movimiento veía el liberalismo y los derechos humanos con suspicacia en lugar de hostilidad, ya que, como señaló Barcaroiu, dejaban la puerta abierta al «capitalismo y la politiquería». Para enero de 1936, Stelescu había expresado admiración por el programa del PNȚ para reformar Rumanía en un «estado campesino», pero sostenía que el programa no era aplicable mientras Rumanía estuviera bajo un «sistema político defectuoso». Mientras tanto, Istrati había expresado opiniones disidentes. En su edición navideña de 1934, Cruciada Românismului publicó su «Carta a… la Derecha», que llamaba «putrefacta» a la democracia pero describía la dictadura como un régimen insensato:

«La dictadura, de cualquier tipo, señala que el organismo social ha envejecido. Es el sistema que suprimirá en su adversario todos sus medios de lucha, para tomarlos para su propio uso, como un anciano que ata a un joven robusto y luego procede a golpearlo a su conveniencia.»

Cseresnyés también señala una transición discursiva en la política de Stelescu:

«[Su discurso de abril de 1936] fue una declaración extendida de su fe en los derechos humanos. Stelescu, el Stelescu extremista de la Guardia de Hierro de hace dos años, argumentó ferozmente a favor de los derechos humanos y estaría dispuesto a sacrificar su propia vida por ellos.»

Un giro hacia la izquierda siguió: en un artículo de Cruciada Românismului que apareció poco antes de su propia renuncia en septiembre de 1936, Talex habló del comunismo como una «doctrina impecable» y «la única salvación para el futuro de la humanidad», pero criticó la encarnación soviética como «fascismo rojo». Argumentó que la crítica de León Trotski al estado soviético había validado todas las profecías de Panait Istrati sobre este tema. Inmediatamente después, el «comité de liderazgo» de la Cruzada publicó una «carta de aclaración», que afirmaba que «tres o cuatro» miembros habían sido expulsados de la Cruzada como agentes provocadores. Éstos habían «buscado desacreditar el movimiento presentándolo como partidario del credo comunista». Karadja emitió ahora una serie de comandos que reiteraban que: «El amor por la patria no es un monopolio de la derecha, al igual que las aspiraciones sociales no son un monopolio de la izquierda». Karadja declaró que la «igualdad integral entre los rumanos» era el objetivo final del Stelismo. Las soluciones que impuso eran explícitamente favorables al movimiento cooperativo «en todos los campos económicos», con énfasis en la racionalización agrícola; un salario mínimo y máximo se incluyeron en su lista de promesas, pero Karadja también abogó por el libre comercio («la simple ley de la oferta y la demanda») en el mercado interno.

### Influencia Italiana
La Cruzada, más allá de su anticapitalismo, tuvo como principal característica una fuerte conexión con el fascismo italiano, en contraste con el nazismo. El historiador Francisco Veiga describe esto como un reposicionamiento necesario contra la «germanofilia de Codreanu», cuando la Alemania nazi e Italia aún competían en el sureste de Europa. La Revista Danubiana calificó al grupo de Stelescu como «fascista en su ideología», señalando que la entrada de Istrati le otorgaba un «carácter distintivamente social fascista». Según Cseresnyés, Stelescu, como el «Strasser rumano», era «puramente fascista» en su perspectiva. Otros historiadores también destacan el antinazismo de la Cruzada.
Las apologías mussolinianas alcanzaron su punto máximo en febrero de 1935, con un artículo en Cruciada Românismului de Tudor Ionescu. Esto generó una respuesta crítica de Istrati, quien siempre se sintió incomodado por los homenajes de Stelescu a Benito Mussolini. Stelescu matizó su posición sobre la influencia italiana en marzo, al afirmar que el fascismo tiene aspectos positivos y negativos, admirando a Benito Mussolini como un gran creador, pero sólo por eso. También expresó admiración por Adolf Hitler como un «gran alemán», pero advirtió sobre el imperialismo alemán contra Rumanía. Otros miembros del partido expresaron críticas a la Alemania nazi, aunque confiaban en la protección contra el avance soviético.
Poco antes de su muerte, Stelescu explicó que no consideraba teóricos a seguir ni a Mussolini, ni a Hitler ni a Karl Marx, pero la Cruzada no se integraría con la democracia. También fue ridiculizado por afirmar que los Cruzados no eran ni estafadores de derecha ni de izquierda, insinuando que eran una tercera categoría de estafadores. Durante su liderazgo, Karadja sostuvo que un nuevo bloque de «dictaduras nacionalistas» estaba emergiendo, rompiendo con las instituciones internacionalistas.
La transición posterior llevó a los Cruzados supervivientes a reconsiderar completamente su relación con el fascismo. En octubre de 1936, Gonza argumentó que su grupo se oponía al irredentismo húngaro respaldado por los nazis. En noviembre, Caliga expresó su desencanto con Mussolini, quien decidió respaldar al Reino de Hungría. En una de sus últimas apelaciones, Dumitrescu reiteró que el grupo no estaba ni a la derecha ni a la izquierda ni en el centro. Para entonces, los principios de los Cruzados incluían la censura de cualquier propaganda contra el equilibrio interno de la Madre Patria y su directriz nacional. Se proponía mantener relaciones amistosas con todos los países, aunque favoreciendo a aquellos que les otorgaran ventajas económicas o políticas.

### El «Movimiento Espiritual» de Istrati
Según el historiador literario Angelo Mitchievici:
«Curiosamente, [la Cruzada] había declarado su disidencia y una posición distinta dentro del movimiento de la Guardia de Hierro. Tal vez fue el estatus marginal y disidente del grupo lo que atrajo a Istrati. […] Aunque, en este mismo contexto, Panait Istrati perduró como un independiente, no pudo evitar la asimilación abusiva en una dirección que no reflejaba verdaderamente sus afinidades». Las preferencias políticas de Istrati se inclinaban hacia el socialismo libertario y el anarquismo. Inspirado por el gandismo, la «Carta a… la Derecha» aconsejaba en contra de todas las formas de violencia política. Esto formó la base para la asimilación de Istrati por parte de la Cruciada Românismului, ya que, según Talex, «nuestro periódico sólo interpreta y permite lo político sobre la base de la realidad espiritual individual de una persona. El 'intelectual cruzado' […] analiza y asimila la vida a un nivel orgánico superior, lo que supone que no solo crea leyes y verdades, sino que también las introduce en la sociedad». En 1936, Octav I. Goga añadió que la «Doctrina cruzada» ingeniaría una revolución no violenta a través de la «transformación interna del alma en bibliotecas, laboratorios o sitios de construcción». Cseresnyés argumenta que «Stelescu y Sergiu Lecca […] eran espiritualistas en lugar de materialistas, que examinaban fenómenos externos en lugar de la esencia de las cosas».
Istrati mismo llegó a describir la Cruzada como «más bien un movimiento espiritual». Según Ornea, esto fue una evaluación ingenua y evidenció en qué medida Istrati estaba siendo «manipulado» por Talex. El académico Jean Hormière sugiere que los artículos de Istrati en Cruciada Românismului comparten ilusiones políticas, incluyendo «llamados a la violencia, lenguaje 'cruzado', un culto por los grandes héroes», siendo su único valor de tipo documental. Para los adversarios de Istrati en la izquierda, la participación en la Cruzada era en sí misma prueba de que Istrati era un fascista encubierto. Las acusaciones fueron publicadas por dos excolegas de Istrati en el comunismo internacional, Henri Barbusse y Francis Jourdain. Según tales fuentes, la «literatura mercenaria» de Istrati y sus contribuciones a un «periódico fascista» le valieron unos 50.000₣, pagados por grandes petroleras. En general, los comentaristas trotskistas fueron más indulgentes, desestimando las inconsistencias de Istrati como un signo de su inestabilidad nerviosa perenne. Istrati se encargó de responder en el periódico de Stelescu, bajo el titular «La Objetividad de la Prensa Comunista 'Independiente'» (21 de marzo de 1935). Fue defendido públicamente por su amigo, el izquierdista antisoviético Victor Serge, quien describió el último combate de Istrati en verso:
Te recostaste sobre tus recortes de prensa, como Job sobre sus cenizas,
escupiendo silenciosamente los últimos trozos de tus pulmones,
en las caras de esos orinadores de copias.

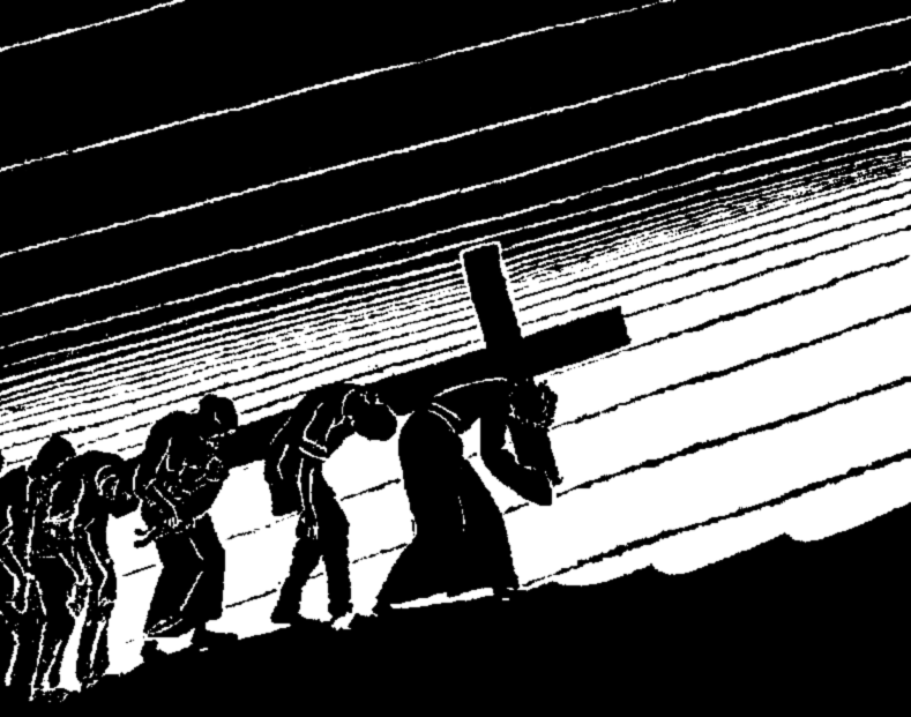
Ilustración Cruzada

La conexión de Istrati con la Cruzada no fue su único contacto con el radicalismo de derecha: también había prometido que su testamento político sería impreso en Gringoire, un periódico de la extrema derecha francesa. A pesar de las negaciones de Talex, varios exegetas posteriores han revivido el debate sobre las posibles inclinaciones fascistas de Istrati. El historiador Jean-Michel Palmier incluye el nombre de Istrati en una lista de «intelectuales [que] vieron por un momento en el fascismo la posibilidad de despertar a una Europa golpeada por la crisis de su letargo». Se encuentra en compañía de Knut Hamsun, Ezra Pound y Wyndham Lewis. El filólogo Tudorel Urian pregunta: «¿Quién es realmente Istrati: el socialista frenético que era antes de su visita a la URSS […] o el nacionalista de sus últimos meses, el emblema de un periódico guardista? Hay algo que aquellos que lo juzgan rara vez tienen en cuenta: en los períodos en que coqueteó con el socialismo [...] y el guardismo, ambos movimientos estaban en sus etapas románticas e idealistas. Una vez que se enfrentó a las duras realidades del régimen soviético, Istrati rompió con el socialismo y quizás su famoso lema, je ne marche pas ['no, no morderé'], habría entrado en juego en relación con los guardistas, si hubiera vivido para presenciar sus primeros crímenes».

### Sobre El Antisemitismo y el Cristianismo
El escándalo de Istrati toca otro aspecto controvertido de las políticas stelistas: el antisemitismo heredado de la Guardia de Hierro. Stelescu envió el mensaje en noviembre de 1934, cuando criticó a las minorías étnicas por monopolizar el mercado laboral: «Posiciones en fábricas para trabajadores rumanos, los de nuestra propia raza primero y, si queda algo, lo compartiríamos gustosamente con el extranjero, si de hecho lo necesita». En diciembre de 1934, Cruciada Românismului afirmó que 20 de 25 trabajadores de cuello blanco en Fero-email en Ploiești eran «elementos extranjeros», señalando también que los obreros rumanos tenían que soportar la miseria y la enfermedad. Otro artículo, escrito por un seudónimo «Sergiu», destacó las diferencias entre los judíos religiosos, a quienes la Cruzada apreciaba, y los «judíos ateos». Identificó solo a este último grupo con la Internacional Comunista, así como con el «círculo cerrado de judíos que actualmente dirige Rusia», argumentando que el anticomunismo no era lo mismo que el antisemitismo. Cruciada Românismului señaló con satisfacción que el nacionalismo ruso estaba haciendo su regreso en la Unión Soviética. Leyendo la prensa soviética, los stelistas observaron que las referencias a la Internacional y a la causa del internacionalismo proletario estaban siendo desechadas, y que la Madre Rusia regresaba con fuerza.
En un número de ese mismo período, Cruciada Românismului informó a los contribuyentes que las editoriales locales estaban desproporcionadamente staffed por judíos rumanos y tomaban fondos públicos para promover a escritores judíos, nominando a Camil Baltazar, Ion Călugăru, I. Peltz, Isaia Răcăciuni e Ilarie Voronca. En un artículo de marzo de 1935 (considerado por Iorgulescu como «notablemente semiletrado»), Stelescu denunció la asimilación judía como una «falsa aspiración a la rumanidad», sosteniendo que, «como estamos ahora», la comunidad judía en su conjunto era «anti-rumana». Por esos motivos, se negó a llamarse a sí mismo «antisemita», ya que aplicarse esa etiqueta habría introducido una «falsa noción»; aunque condenó la violencia contra los judíos como «vandalismo», también explicó que la «Cuestión Judía» se resolvería eventualmente mediante una «revolución nacional». En ese contexto, Lecca afirmó que Hitler había sido injustamente difamado por «judíos de todo el mundo». En general, el periódico de Stelescu se destacó por su obstinada afirmación de que los judíos eran una raza desarraigada y desleal.
Según Veiga, Istrati «suavizó el antisemitismo de Stelescu y sus seguidores, pero el Movimiento [Stelista] continuó siendo de extrema derecha». Además, «el desencanto que sentía hacia el comunismo soviético no logró convertir a Istrati en un fascista; más bien al contrario, fue él quien influyó en Stelescu, haciéndolo renunciar, por ejemplo, a su antisemitismo». En sus escritos de 1935, Istrati se presenta exclusivamente como enemigo de «la burguesía judía», una clase que describe como «corrupta, seudo-humanitaria, seudo-democrática» y acusa de provocar escándalos. Los artículos de Istrati en Cruciada Românismului son más firmemente filosemitas. Uno de ellos, «Una carta al amor», dio lugar a una serie de artículos sobre el tema, escritos por Stelescu y otras personas de la Cruzada. En sus propios artículos, Talex respondió por el movimiento Stelista: «Panait Istrati, ¿sabes lo que necesitamos? Un puño… La Cruzada del Rumanismo intentará convertirse en ese puño… ¿Nuestro antisemitismo? Exactamente igual que el tuyo: uno humanitario. Pero también es combativo, mientras el elemento judaico intente establecer un estado dentro de nuestro propio estado, saboteándonos en cualquier oportunidad que tenga». Después de la muerte de Istrati, Stelescu explicó a Raza que no abogaba por la segregación de los judíos: «En mi opinión, las razas existen a nivel social científico mundial. A nivel nacional, como realidad política y moral, existen dos categorías humanas: personas buenas y malas, definidas de manera flexible por su competencia y moralidad». Entre los Cruzados, Karadja fue testigo directo de la aplicación del terror antisemita en la Alemania de la década de 1930 y ya estaba tomando medidas para proteger a los expatriados rumanos judíos.

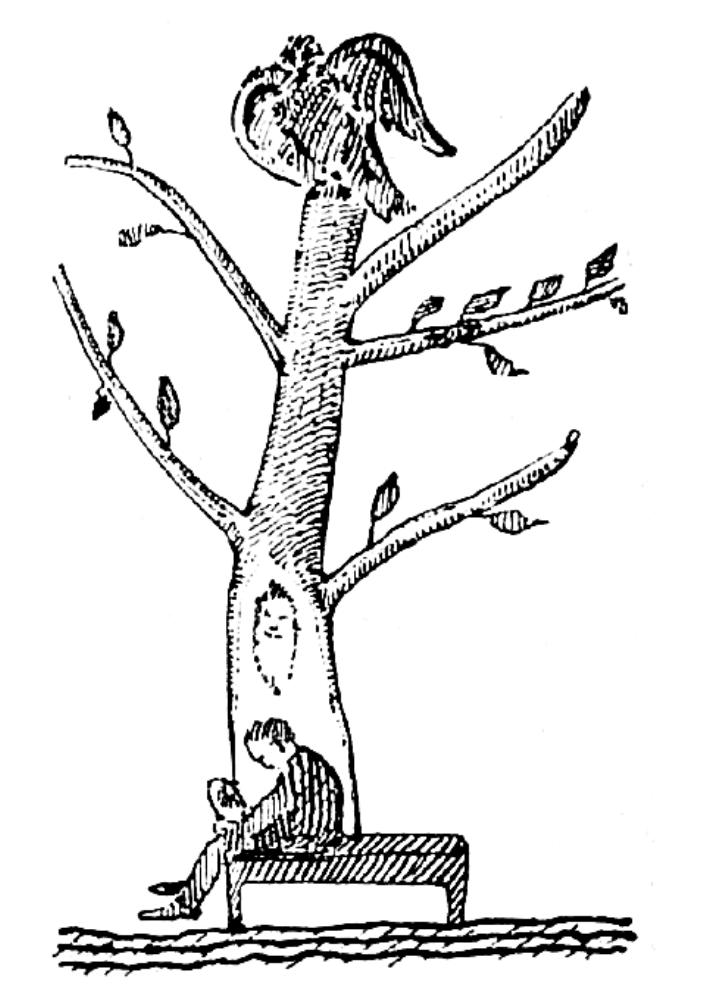
Una interpretación satírica del 'águila rumana' como 'el principio rector del rumano'. Caricatura de 1929 creada por Nicolae Tonitza

La agenda de la Cruzada fue objeto de debate entre intelectuales judíos rumanos. El escritor colega Mihail Sebastian describió a Istrati como políticamente «analfabeto» y «aturdido». En sus palabras, «El Sr. Istrati lucha hoy por la Cruzada del Rumanismo, buscando la fórmula del antisemitismo razonable —ni aquí ni allá—, buscando el camino hacia un chovinismo más suave, buscando un acuerdo agradable entre su vocación anárquica y un proceso metódico de golpear cabezas». Otros personajes literarios judíos, incluido Josué Jéhouda, emitieron declaraciones en apoyo de la postura de Istrati. La Cruzada puede haber contextualizado sus reflejos antisemitas dentro de un sesgo pro-cristiano. Los documentos del American Jewish Committee describen la Cruzada como «un grupo fascista que no tenía tendencias antisemitas», citando la declaración de Stelescu «de que no era un perseguidor de judíos y que, aunque su partido era nacionalista, estaba inspirado en auténticos principios cristianos».
Según al menos un relato, el enfermo Istrati estaba en proceso de convertirse en un católico militante. El movimiento de Stelescu, que resentía la secularización de los asuntos públicos, expresó su admiración por la ortodoxia rumana: «Y si algunos servidores de la iglesia han transgredido, la fe misma no es la culpable. La creencia en Dios y la Cruz es una bandera y un apoyo para nuestro combate, y el símbolo de nuestra victoria próxima». Scovarză denunció los vínculos del Codrenismo con la ortodoxia popular, exponiendo el «socavamiento de la religión y la moral» de Viorel Trifa desde dentro del Ejército del Señor. Hasta septiembre de 1936, el cruzado Dumitru Corbea estaba reprendiendo a los sacerdotes ortodoxos por descuidar sus deberes, señalando que tal comportamiento estaba socavando la iglesia misma. Como señaló Corbea: «La 'Cruzada del Rumanismo' ha comenzado la lucha por despertar a las masas mistificadas, aquellas que han sido desviadas por variedades falsas de cristianismo […]. Sería un error concebir la Cruzada como un movimiento anticristiano». La Cruzada creía que su misión incluía proteger los intereses cristianos contra las consecuencias de la modernidad. Criticaba el feminismo, señalando que el cristianismo mismo había liberado a las mujeres, les había dado estatus y propósito. Sin embargo, también afirmaba que la mujer era «el ángel guardián, siempre a la sombra del hombre». Mientras tanto, el feminismo era «igualdad en el vicio». Los Stelistas también acusaron a la Unión Soviética y a sus simpatizantes rumanos (por ejemplo, el personal del periódico Cuvântul Liber) de llevar a cabo una campaña internacional contra el cristianismo.

### Definiendo «Rumanismo»
Cuando Stelescu fundó sus «Águilas Blancas», los nativistas de derecha, los centristas y los defensores del nacionalismo de izquierda en Rumanía habían estado disputando el concepto de «rumanismo» durante más de una década. La idea de una corriente ideológica autóctona con ese nombre fue rápidamente adoptada por simpatizantes intelectuales de la Guardia de Hierro, entre ellos Nae Ionescu, Nichifor Crainic, Alexandru Randa, Traian Brăileanu y Mihail Manoilescu. Una variante alternativa del rumanismo, liberal y escéptica hacia la retórica nacionalista, estaba siendo promovida por los filósofos Constantin Rădulescu-Motru y Mircea Eliade, quienes exigían la continuación de la occidentalización de la sociedad rumana. Esta variante fue explícitamente vinculada al movimiento de Stelescu en un artículo de julio de 1936 escrito por Grigore Filipescu. Se refería a Stelescu como un «inadaptado romántico» y veía el asesinato como «cuarenta y cinco balas y un hacha contra [ideas de] el último libro del Profesor Rădulescu-Motru». Antes de ser seducido por el fascismo, Eliade definía el rumanismo como «ni fascismo ni chovinismo, más bien, el simple deseo de realizar un estado orgánico, unitario, étnico y equilibrado».
La versión de la Cruzada del concepto tomó prestado de todos los lados del debate. En algunos de los primeros números de Cruciada Românismului, Stelescu se mostraba nostálgico por su tiempo en la Guardia y aludía a la Cruzada como una versión intacta de la ideología guardista; en ese contexto, se refería a la «regeneración del rumanismo» como un objetivo compartido de todos los movimientos de extrema derecha, alcanzable una vez que Codreanu hubiera sido expulsado. En su ensayo «La democracia nos enferma», propuso: «El rumanismo es el único credo que podría vigorizar a esta nación. Soluciones para sus hijos, desde su seno, dentro de su espíritu, en su suelo». Según lo señalado por Iorgulescu, él consideraba elevar el rumanismo a un «totalitarismo original» y quería dar a los intelectuales la tarea de definir y probar sus aplicaciones.
El último artículo publicado por Stelescu fue una crítica a otros ideólogos nacionalistas rumanos, incluido un antiguo aliado, Alexandru Vaida-Voevod del Frente Rumano, pero también Ionescu y Octavian Goga. Se les acusaba de hipocresía, por haber abrazado el antisemitismo y la antimasonería guardista después de décadas de estar involucrados con empresarios judíos o con la logia masónica local. El cruzado Emil Vora argumentó que, en su último año, Stelescu se había convertido en un seguidor ávido de Rădulescu-Motru; Vora lo veía explícitamente como centrado en la colaboración de clases. Según Cruciada Românismului, Stelescu estaba leyendo la obra homónima de Rădulescu-Motru en su lecho de muerte. Un obituario escrito por el cruzado Gh. Manolache retrataba a Stelescu como especialmente favorable a la clase campesina, que formaría el núcleo de su «estado cruzado». Stelescu había imaginado que los pueblos serían elevados por equipos de activistas políticos, incluyendo educadores y agrónomos. Según Manu, los cruzados estaban reclutando sus propias élites sociales y políticas, pero estas en realidad eran apartadas por su deseo de devolver al hombre «al barro del que fue originalmente hecho».
Como describió Talex, esta marca de rumanismo era «noble y creativa», siendo Istrati su principal exponente. Cuando se introdujo por primera vez al gandhismo y a la Misión Ramakrishna en 1930, Istrati mismo declaró: «Para mí, Occidente está muerto»; los cruzados lo describieron póstumamente como «nacido como un vagabundo, vivió como un solitario, murió como un rumano». En su búsqueda de autenticidad, Cruciada Românismului también participó en la campaña contra la literatura modernista. En diciembre de 1934, organizó una revisión literaria del académico I. E. Torouțiu, quien informó a los lectores que los modernistas eran extranjeros, citando una estadística alemana que afirmaba que solo 7 de cada 400 jóvenes escritores eran «auténticamente alemanes». Talex, quien una vez se describió a sí mismo como un «ignorante» en asuntos políticos, tenía como ídolo personal al historiador nacionalista Vasile Pârvan. Se inspiró especialmente en la crítica de Pârvan a la «literatura formalista» y en su rusofobia, ambos colorearon su lectura de la obra de Istrati. La admiración de Talex por el «rumanismo» lo oponía a los liberales más cosmopolitas de la época, provocando ataques periodísticos de Cruciada Românismului contra Eugen Lovinescu, el doyen modernista del liberalismo rumano. Lovinescu (quien había sido profesor de Talex en la escuela secundaria) fue llamado «un estafador» en Cruciada Românismului.
En los años 30', Panait Istrati escribiría un libro llamado «¿Mi Cruzada o la nuestra?» —en inglés, «My Crusade, or Ours?»—, en el cual expresaría ideas y demás sobre el Rumanismo. El libro sería traducido del rumano al inglés por el Youtuber Alexandru-Mihal Bolea, más conocido como SwordComrade, y el libro sería editado por Troy Southgate[cita requerida] y posteriormente impreso en la Black Front Press.